# Hôtel Jugoslavija
L'hôtel Jugoslavija (en serbe cyrillique : Хотел Југославија ; en serbe latin : Hotel Jugoslavija) est situé à Belgrade, la capitale de la Serbie. Il est l'un des hôtels de luxe les plus anciens de la capitale serbe. Endommagé lors du bombardement de la Serbie par l'OTAN en 1999, il a partiellement rouvert en 2008.

## Historique
L'hôtel Jugoslavia a ouvert ses portes en 1969 et constituait à l'époque l'un des plus grands hôtels de la région. Il a hébergé de nombreuses personnalités en visite à Belgrade. Parmi ses résidents les plus célèbres figurent Richard Nixon, Jimmy Carter, U Thant, la reine Élisabeth II, Willy Brandt, Maharishi Mahesh Yogi, Tina Turner, Neil Armstrong et Buzz Aldrin. 
Selon le projet original, l'hôtel devait être appelé Belgrade. La architectes Mladen Kauzlarić, Lavoslav Horvat et Kazimir Ostrogović, représentants de l'école moderniste de Zagreb, remportèrent le premier prix du concours organisé pour sa construction. Le bâtiment fut finalement réalisé selon un projet modifié de Lavoslav Horvat ; des architectes comme Milorad Pantović, Vladeta Maksimović et l'académicien Ivan Antić prirent également part à la conception de l'hôtel et à sa décoration intérieure.
En 1999, au cours du bombardement de la Serbie par l'OTAN, l'hôtel fut directement touché par deux missiles ; l'aile ouest fut entièrement détruite et un client de l'établissement fut tué. On ignore pour quelle raison l'hôtel a été visé[réf. nécessaire].
En janvier 2010, le site, qui s'étend sur 4,5 ha, a été entièrement racheté par des investisseurs grecs, afin d'y construire un complexe comprenant l'hôtel, un centre commercial et une tour résidentielle de 33 étages. La chaîne hôtelière de luxe Kempinski doit gérer l'hôtel. Le nouvel hôtel Jugoslavija devrait être entièrement opérationnel en 2013.